# فرودگاه پاین هرست استیت
 فرودگاه پاین هرست استیت (به انگلیسی: Pinehurst State Airport) یک فرودگاه همگانی است که یک باند فرود آسفالت دارد و طول باند آن ۸۵۳ متر است. این فرودگاه در کشور ایالات متحده آمریکا قرار دارد و در ارتفاع ۱۱۰۹ متری از سطح دریا واقع شده است.